# 五號鎮區 (阿肯色州本頓縣)
五號鎮區（英語：Township 5）是位於美國阿肯色州本頓縣的一個鎮區。根據2010年美國人口普查，該地共人口12792人，而該地的面積約為11.55平方千米。

## 地理
五號鎮區的座標為36°20′09″N 94°08′26″W / 36.33583°N 94.14056°W，而該地最高點為海拔高度米（即英尺）。